# Betania (Jalisco)
Betania es una localidad mexicana ubicada en el estado de Jalisco, dentro del municipio de Ayotlán. Se localiza a 8 km de la cabecera municipal, Ayotlán.

## Geografía
Betania se localiza en el noroeste del municipio de Ayotlán, en el este de Jalisco. Se encuentra a una altura media de 1938 m s. n. m. y cubre un área de 0.96 km².

## Demografía
De acuerdo con el censo realizado en 2020 por el Instituto Nacional de Estadística y Geografía, en Betania había un total de 2690 habitantes, de los que 1351 eran hombres y 1339, mujeres.
En dicho censo se registraron 1126 viviendas, de las que 718 se encontraban habitadas. El promedio de ocupantes por vivienda particular habitada era de 3.74, mientras que por habitación era de 1.08 personas.
| Gráfica de evolución demográfica de Betania entre 1930 y 2020 |
|                                                               |
| Fuente: Instituto Nacional de Estadística y Geografía.        |